# القصبة (محافظة العيص)
القصبة، قرية من قرى محافظة العيص، والتابعة لمنطقة المدينة المنورة في السعودية.